# Pavle Radić
Pavle (Pavao) Radić (Trebarjevo Desno, 10. siječnja 1880. – Beograd, 20. lipnja 1928.), bio je hrvatski političar.

## Životopis
Pavle Radić rodio se u Trebarjevu Desnom 1880. godine. Nećak je dr. Antuna i Stjepana Radića. ↓1 Školovao se u Zagrebu i Pragu. Nakon završene trgovačke škole u Pragu službovao je u Hrvatskoj dvije godine kao pomoćni učitelj, a zatim se bavio zadrugarstvom. Prihvatio je političke ideje svojih stričeva Antuna i Stjepana Radića i pridružio se njihovoj stranci, Hrvatskoj pučkoj seljačkoj stranci, te poslije postao i članom njenog vodstva.
Kao kandidat Hrvatske republikanske seljačke stranke (HRSS) prvi je put izabran u Narodnu skupštinu Kraljevine SHS 1923. godine u banjolučkom okrugu. Ponovno je biran za narodnoga zastupnika 1925. i 1927. godine. Zamjenjivao je Stjepana Radića u vođenju strankom za vrijeme njegovog jednogodišnjeg boravka u inozemstvu 1923. – 1924. godine, a zatim i dok se Stjepan Radić nalazio u zatvoru, 1925. godine. Po uputi Stjepana Radića čita u Narodnoj skupštini, 27. ožujka 1925. godine, izjavu kojom stranka prihvaća Vidovdanski ustav i monarhiju. Nakon dogovora HSS-a i Radikalne stranke, ulazi u Vladu 1925. – 1926. godine kao ministar agrarne reforme. Nakon prijelaza HSS-e u oporbu radi kao ravnatelj Saveza hrvatskih seljačkih zadruga.

### Smrt
Pavle Radić ubijen je u atentatu u beogradskoj Narodnoj skupštini 20. lipnja 1928. godine. Tada je radikalski zastupnik Puniša Račić iz revolvera pucao na zastupnike HSS-a ranivši Ivana Pernara i Ivana Granđu, teško ranivši Stjepana Radića koji od posljedica atentata umire u Zagrebu, 8. kolovoza 1928. godine, a ubivši Đuru Basarička i Pavla Radića.
»Kada je 20. lipnja 1928. Puniša Račić izvršio pokolj narodnih zastupnika HSS u Narodnoj skupštini, Pavle je, predosjećajući da prijeti životna opasnost Stjepanu Radiću, poletio prema svom stricu i vođi stranke da ga zaštiti, ali ga je Račić, uzviknuvši »Ha, tebe baš tražim!« jednim dobro odmjerenim metkom pogodio u donji dio srca, od čega je Pavle Radić pao na pod. Prenesen automobilom, on je pet minuta nakon dolaska u bolnicu, a pedeset i pet minuta poslije ranjavanja izdahnuo; njemu je metak okrznuo srce i izašao van.«
Ubijeni Pavle Radić i Đuro Basariček iz Beograda u Zagreb dovezeni su 22. lipnja 1928. godine i njihovi su lijesovi bili izloženi u Hrvatskom seljačkom domu na Zrinjevcu a sljedećega dana, 23. lipnja 1928. godine, bio je posmrtni ispraćaj i pokop.
Pokopan je u Arkadama na zagrebačkome groblju Mirogoju u zajedničkoj grobnici uz Đuru Basarička, u koju su kasnije pokopani Stjepan Radić i Josip Predavec (ubijen 14. srpnja 1933. godine u zasjedi kod Dugoga Sela) te 1953. godine Ivan Granđa.